# Acoua
Acoua is een gemeente in het Franse departement Mayotte, een eiland ten noorden van de Straat Mozambique. In 2017 had de gemeente 5.192 inwoners.
De plaats is bewoond sinds de 11e eeuw. De inwoners zijn van Malagassische oorsprong en spreken Bushi. Acoua was lang geïsoleerd op het eiland; pas sinds de jaren 1980 is er elektriciteit. 

## Geografie
De gemeente ligt in het noordwesten van het eiland Grande-Terre aan de Baai van Acoua op 34 km van de hoofdstad Mamoudzou. Buurgemeenten zijn Mtsamboro, Bandraboua en M’Tsangamouji.